# Carmina Pardo i Mestre
Carmina Bruna Filomena Pardo i Mestre (Lleida, 26 de setembre del 1957) és una activista feminista catalana i la primera presidenta de l'Ateneu Popular de Ponent de Lleida. El 2010, va ser una de les impulsores e la recuperació de la Festa de Moros i Cristians de Lleida essent, més endavant, la primera capitana dels Al·leridís i, el 2020, la primera reina Gaspara de la cavalcada de Reis de la ciutat.